# Jakub Unucka
Jakub Unucka (* 20. června 1969 Ostrava) je český politik, podnikatel a manažer IT. V letech 2010 až 2018 byl zastupitelem, v letech 2010 až 2017 místostarostou a v letech 2017 až 2018 radním města Klimkovice v okrese Ostrava-město. V letech 2016 až 2024 byl zastupitelem Moravskoslezského kraje, v letech 2016 až 2020 byl náměstkem a v letech 2020 až 2024 pak 1. náměstkem hejtmana Moravskoslezského kraje. Na přelomu března a dubna 2024 krátce převzal výkon pravomocí hejtmana po rezignaci Jana Krkošky.
Od roku 2005 byl členem ODS.

## Život
V letech 1983 až 1987 absolvoval Gymnázium Ostrava-Hrabůvka. Následně vystudoval Fakultu strojní Vysoké školy báňské – Technické univerzity Ostrava, kde také zasedal v Akademickém senátu. Pedagogickou fakultu Ostravské univerzity ukončil v roce 1994 státními závěrečnými zkouškami a dále pokračoval v kurzu MBA na Ekonomické fakultě VŠB–TU Ostrava. V letech 2014–2021 si prohloubil vzdělání na Hornicko-geologické fakultě Vysoké školy báňské – Technické univerzity Ostrava v doktorském studijním programu „Automatická identifikace“ a získal titul Ph.D.
Od března 1995 do září 1998 pracoval v Ostravě, odkud pochází, jako vedoucí divize ve společnosti AutoCont IPC, která se zaměřuje na vývoj, výrobu, prodej a servis průmyslových PC a speciálních IT systémů. Od října 1998 dosud, je výkonným ředitelem v ostravské IT společnosti Gaben, s. r. o., jež vyvíjí ucelená řešení a dodává jednotlivé produkty pro kvalitní automatickou identifikaci. V roce 2013 získala tato firma cenu za inovační firmu roku v Moravskoslezském kraji.
Angažuje se v Občanském sdružení Čisté Klimkovice, jehož cílem je zlepšení kvality ovzduší v regionu a kterému také předsedá. Mezi projekty sdružení, které Jakub Unucka sám inicioval, bylo vytvoření vůbec prvního lesního parku pro zdravotně postižené. V rámci sdružení se jako expert na životní prostředí vyjadřuje například ke kotlíkovým dotacím nebo nízkoemisním zónám.
Mezi další projekty, jimiž se Jakub Unucka angažuje ve veřejném životě bylo i pátrání po padlém sovětském pilotovi Vasiliji Staškovi. V rámci tohoto projektu byly nalezeny nejen ostatky pilota, ale také uskutečněno odhalení památníku v klimkovickém lesoparku. Za toto úsilí byl Jakub Unucka oceněn i honorárním konzulem Ruské federace Alešem Zedníkem.
Jakub Unucka je ženatý. Se ženou Mirkou mají jednu dceru. Žijí v Klimkovicích.

## Politické působení
Členem ODS je od roku 2005. V témže roce se stal řadovým členem Oblastní rady ODS na Novojičínsku. V roce 2011 byl zvolen jejím místopředsedou. V letech 2015–2019 zastával pozici jejího předsedy, kdy jej vystřídal poslanec Jakub Janda. Dále také předsedá místnímu sdružení ODS Klimkovice. Na regionální úrovni strany zastával od roku 2013 taktéž funkci místopředsedy regionu a po krajských volbách 2016 zůstává jejím členem z pozice předsedy klubu krajských zastupitelů za ODS.
Do komunální politiky se pokoušel vstoupit, když za ODS kandidoval v komunálních volbách v roce 2006 do Zastupitelstva města Klimkovice na Novojičínsku, ale neuspěl. Zvolen byl až ve volbách v roce 2010, kdy kandidátku strany vedl jako lídr. V listopadu 2010 byl zvolen místostarostou města. Mandát zastupitele města v komunálních volbách v roce 2014 obhájil, a to jako lídr uskupení „Společně pro Klimkovice – Sdružení nezávislých kandidátů, Občanské demokratické strany a TOP 09“. Stejně tak se na začátku listopadu 2014 stal opět místostarostou města. V únoru 2017 však pro pracovní vytížení jako náměstek hejtmana Moravskoslezského kraje na tuto funkci rezignoval. Jeho nástupcem se stal Petr Večerka. Dále však pokračoval ve funkci radního města. Ve volbách v roce 2018 kandidoval na posledním místě kandidátky ODS a do zastupitelstva již zvolen nebyl.
V komunálních volbách v roce 2022 kandidoval do Zastupitelstva města Klimkovice z 9. místa kandidátky subjektu „Společně pro Klimkovice“ (tj. ODS a nezávislí kandidáti). Mandát zastupitele města se mu však nepodařilo získat.
V krajských volbách v roce 2012 kandidoval za ODS do Zastupitelstva Moravskoslezského kraje na dvacátém místě, ale neuspěl. Zastupitelstvo kraje jej však ve stejném roce 2012 zvolilo členem Výboru pro životní prostředí, kde se aktivně zasazoval především v oblasti ovzduší. Jako zástupce kraje byl delegován do mezistátní skupiny České republiky a Polska pro řešení problematiky ovzduší.
V krajských volbách v roce 2016 byl lídrem ODS v Moravskoslezském kraji. Regionální sněm ODS jej zvolil jako lídra voleb 11. ledna 2016. Protikandidáty byli Vladimír Návrat a Andreas Hahn. Jakub Unucka oba porazil již v prvním kole voleb. Jím vedená kandidátka získala 6,93 % hlasů a stal se tak krajským zastupitelem. Dne 10. listopadu 2016 jej nově ustavené Zastupitelstvo Moravskoslezského kraje zvolilo náměstkem hejtmana pro chytrý region, dopravu a silniční hospodářství. V krajském zastupitelstvu též působil jako šestý předseda klubu zastupitelů za ODS.
Jako vůbec první v České republice byla středopravicovou koalicí v Moravskoslezském kraji vytvořena agenda tzv. „chytrého regionu“, kterou vede samostatný náměstek hejtmana právě Jakub Unucka. Pod jeho vedením chce Moravskoslezský kraj vybudovat například vysokorychlostní datovou síť, pokrýt Wi-Fi signálem budovy ve vlastnictví kraje nebo zavádět do nemocnic tzv. telemedicínu. Moravskoslezský kraj se tak připojil k celosvětovému trendu budování „smart regions.“ Na úrovni vedení Moravskoslezského kraje působí jak v oblasti dopravy a chytrých regionů, tak také průmyslu a energetiky. Kraj zastupoval jako člen Uhelné komise vlády České republiky.
V krajských volbách v roce 2020 byl opět lídrem ODS do Zastupitelstva Moravskoslezského kraje, tentokrát na společné kandidátce s TOP 09. Mandát krajského zastupitele se mu podařilo obhájit.
Dne 5. listopadu 2020 se navíc stal 1. náměstkem hejtmana pro průmysl a chytrý region. V březnu 2024 po rezignaci hejtmana Jana Krkošky převzal výkon jeho pravomocí z pozice 1. náměstka. Na svou funkci 1. náměstka rezignoval v srpnu 2024 a oznámil svůj profesní návrat k podnikání v oblasti IT. V krajské radě se kromě oblasti průmyslu a energetiky, nových technologií a transformace regionu po těžbě uhlí věnoval mj. strategickému projektu revitalizace bývalého dolu Gabriela s názvem „POHO Park Gabriela“ v Karviné nebo ambicióznímu projektu EDEN Silesia, spočívající ve vybudování velkých rostlinných biomů v krajinný park, inspirovaný britským Eden Projectem.
V krajských volbách v roce 2024 již nekandidoval.

## Trestní stíhaní
V říjnu 2024 byl obviněn NCOZ poté co se přiznal v případu zmanipulovaných zakázek Správy silnic Moravskoslezského kraje a úplatkářství. Následně pozastavil své členství v ODS.